# Vilejkareservoaren
Vilejskaje Vadaschovisjtja (vitryska: Вілейскае Вадасховішча) är en reservoar i Belarus.   Den ligger i voblasten Minsks voblast, i den norra delen av landet, 70 km norr om huvudstaden Minsk. Vilejskaje Vadaschovisjtja ligger 153 meter över havet. Arean är 49 kvadratkilometer. Den sträcker sig 15,1 kilometer i nord-sydlig riktning, och 21,2 kilometer i öst-västlig riktning.